# Kirche von Vallstena

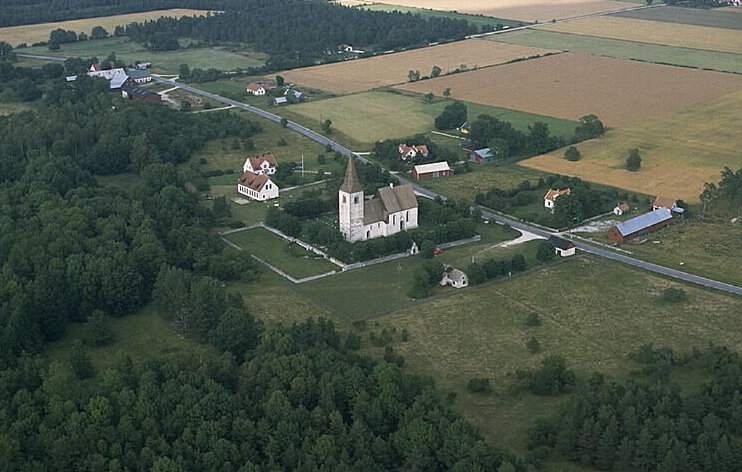
Kirche von Vallstena

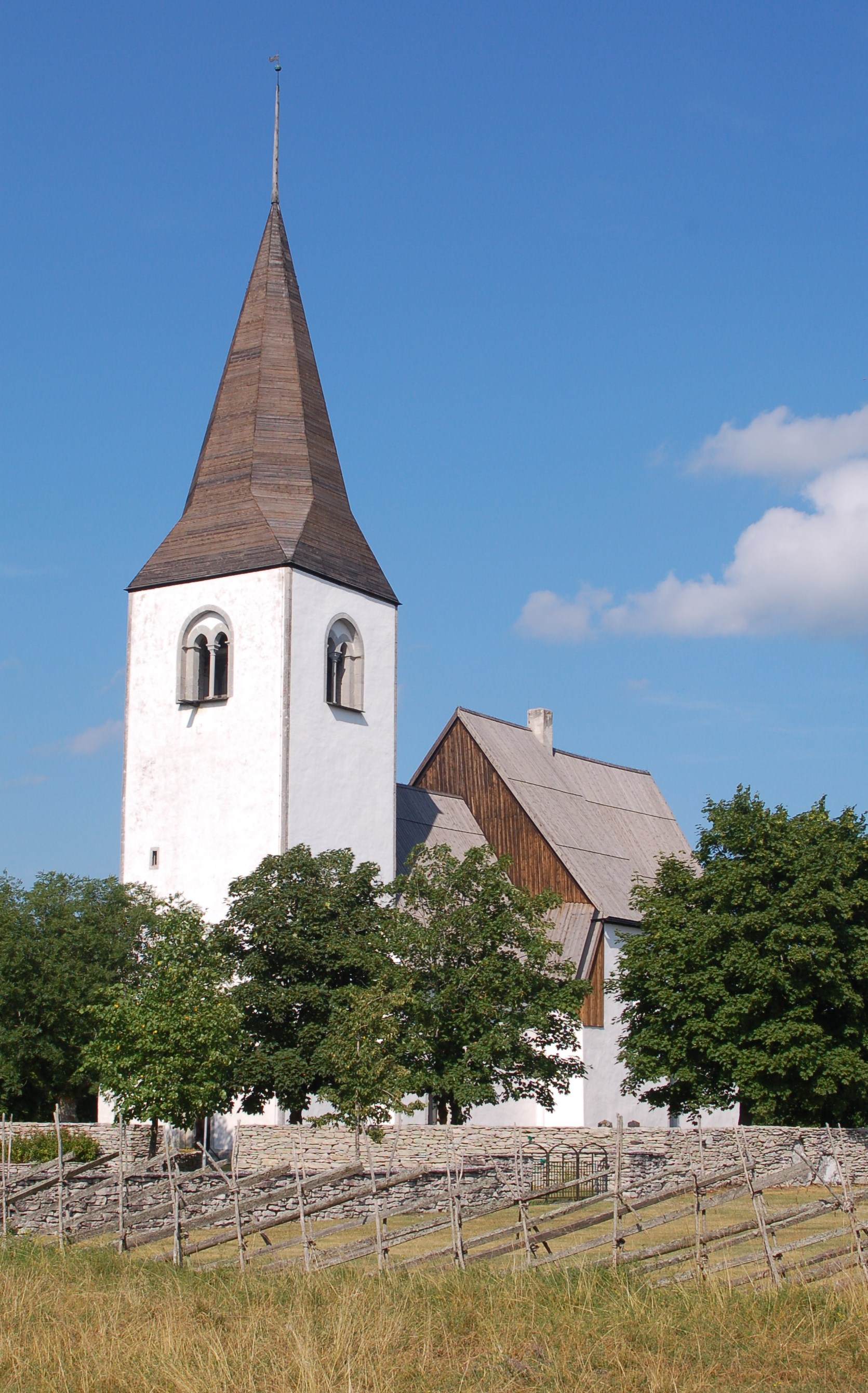
Kirche von Vallstena

Die Kirche von Vallstena (schwedisch Vallstena kyrka) ist eine im 13. Jahrhundert eingeweihte Landkirche auf der schwedischen Insel Gotland.  Sie gehört zur Kirchengemeinde (schwedisch församling) Gothem (vorher Vallstena) im Bistum Visby.

## Lage
Die Kirche liegt im Landesinnern Gotlands, 21 km östlich von Visby, 15 km südwestlich von Slite, 14 km südlich von Tingstäde und 16 km nördlich von Roma.

## Kirchengebäude
Die mittelalterliche Steinkirche, deren westlicher Teil am ältesten ist, besteht aus einem zweischiffigen Langhaus mit einer breiteren Ostpartie, einem gerade abschließenden Chor im Osten mit einer nördlich angebauten Sakristei und dem Kirchturm im Westen. Der Turm und das Langhaus stammen noch von einer kleinen Apsiskirche vom Anfang des 13. Jahrhunderts. Die Grundmauern des alten Apsischors hat man 1957 unter dem Kirchboden bei der Restaurierung gefunden. Gegen Ende des 13. Jahrhunderts gab es Pläne, die Kirche zu erneuern, woraufhin die Errichtung des Chores mit der Sakristei folgte. Die Pläne für ein neues zweischiffiges Langhaus wurden nur teilweise im Osten mit einem Joch realisiert, so dass die Kirche nun dem Typ einer Sattelkirche entspricht. Die verschiedenen Bauepochen sind von außen gut zu erkennen. Der Turm und das Langhaus mit rundbögigen Maueröffnungen und der hohe östliche Teil mit den gotischen Spitzbogenformen. Der Turm wird durch eine Spitze gekrönt. Das romanische Langhaus wird innen durch vier Kreuzgewölbe eingewölbt, die von einer Mittelsäule getragen werden. Die östlichen Teile der Kirche haben ein hohes Zeltgewölbe. Der Triumphbogen gibt im Innern ein markantes Bild ab. Der Triumphbogen und der Turmbogen wurden in der Mitte des 13. Jahrhunderts eingeweiht. Damals erhielt er seine gestuften Bögen mit dazwischenliegenden runden Stäben und einer ungewöhnlich gut bewahrten Dekorbemalung. Die Ostwand des Chors wird durch eine spitzbögige Dreiergruppe von Fenstern durchbrochen.
Die Kirche wurde 1957 nach Plänen des Architekten Bengt Romare restauriert.

## Ausstattung
- Der Taufstein ist von der Mitte des 13. Jahrhunderts und hat eine Muschelcuppa. Er steht bei der westlichen Säule.
- Ein reich mit Skulpturen geschmückter Opferstock ist die Arbeit der Schule des Öjameisters von ungefähr 1300.  Auf ihm finden sich geschnitzte Bilder vom auferstandenen Christus und den drei Frauen auf dem Weg zum Grab.
- Der Altar mit einem Prozessionskreuz ist auf das 14. Jahrhundert datiert.
- Die Kanzel ist von 1669.
- Das Altarretabel ist von 1730.
- Die Orgel wurde 1973 von Anders Perssons Orgelbyggeri aus Viken gebaut und 1995 von der Kirche von Tingstäde übernommen und abgekauft.

## Umgebung

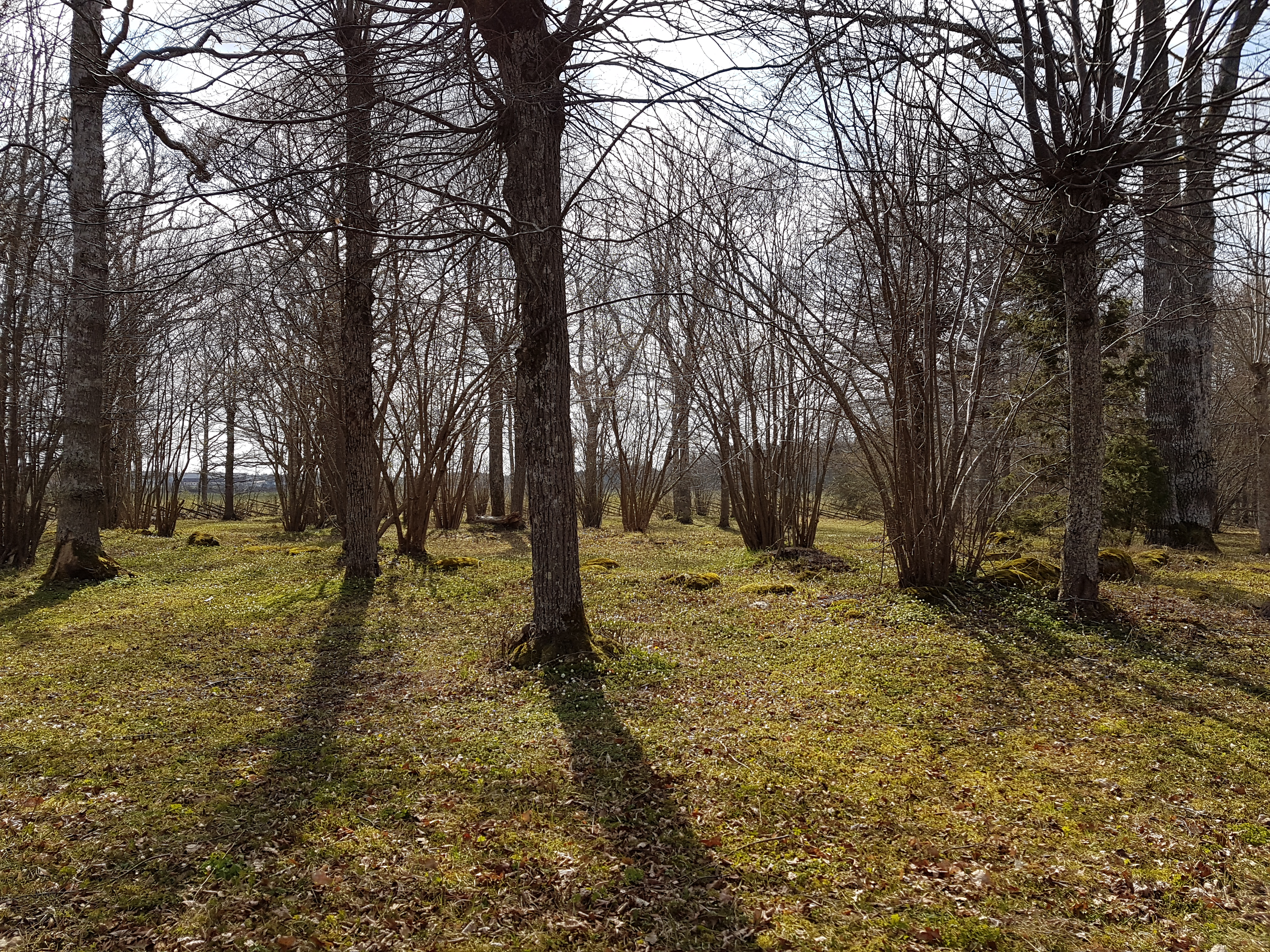
Hausfundament von Alvena Lindaräng

- Wenige 100 Meter östlich der Kirche liegen die Hausfundamente von Alvena Lindaräng aus der frühen Eisenzeit.
- Die Kirche wird von einer Kirchhofsmauer mit drei Eingangsportalen umgeben, wovon das südliche detaillierte Skulpturen hat und dem 13. Jahrhundert zugeschrieben wird.
- Nördlich der Kirche liegt das alte Gemeindemagazin (sockenmagasinet), das heute als Leichenhaus dient.